# Classe Diana
La Classe Diana est une classe de six patrouilleurs côtiers entrée en service dans la marine royale danoise depuis 2007.

## Description
Cette classe a été prévue pour remplacer les petits patrouilleurs de Classe Barsø devenue obsolète . La coque est prévue pour affronter jusqu'à 10 centimètres de glace. Les navires sont équipés d'une seule position de conteneur StanFlex (en), mais est incapable d'accueillir tous les types de conteneurs en raison des problèmes de configuration du navire. Ce positionnement est principalement utilisé pour des projets environnementaux avec un module de stockage ou d'anti-pollution.
Les navires embarquent en dossoir arrière un bateau semi-rigide utilisable en tous-temps.

## Opération navale
Cette classe opère principalement dans les eaux territoriales. Les unités de cette classe effectuent des tâches de surveillance et de police maritime, maintien de la paix, de recherche et de sauvetage , de lutte contre la pollution et l' élimination des munitions explosives.

## Les unités
| Pennant number | Nom           | Quille          | Lancement        | Service           | Statut |
| -------------- | ------------- | --------------- | ---------------- | ----------------- | ------ |
| P520           | HDMS Diana    | 27 octobre 2005 | 27 mars 2006     | 12 décembre 2007  | actif  |
| P521           | HDMS Freja    |                 | 29 août 2006     | 30 mai 2008       | actif  |
| P522           | HDMS Havfruen |                 | 29 novembre 2006 | 25 septembre 2008 | actif  |
| P523           | HDMS Najaden  |                 | 27 mars 2007     | 11 décembre 2008  | actif  |
| P524           | HDMS Nymfen   |                 | 30 juillet 2007  | 4 mai 2009        | actif  |
| P525           | HDMS Rota     |                 | 27 mars 2007     | 12 décembre 2009  | actif  |